# Igor Ter-Ovanesian
Igor Aramovitj Ter-Ovanesian, (ryska: Игорь Арамович Тер-Ованесян), född 19 maj 1938 i Kiev, Ukrainska SSR, Sovjetunionen. Sovjetisk längdhoppare med armeniskt och ukrainskt ursprung. Olympisk bronsmedaljör två gånger, europamästare tre gånger.

## Världsrekord
- 8,31 meter den 10 juli 1962 i Jerevan
- 8,35 meter den 19 oktober 1967 i Mexico City